# Дженнетт (Арканзас)
Дженнетт (англ. Jennette, Arkansas) — город, расположенный в округе Криттенден (штат Арканзас, США) с населением в 124 человека по статистическим данным переписи 2000 года.

## География
По данным Бюро переписи населения США город Дженнетт имеет общую площадь в 5,7 квадратных километров, водных ресурсов в черте населённого пункта не имеется.
Дженнетт расположен на высоте 62 метра над уровнем моря.

## Демография
По данным переписи населения 2000 года в Дженнетте проживало 124 человека, 31 семья, насчитывалось 46 домашних хозяйств и 49 жилых домов. Средняя плотность населения составляла около 22,1 человека на один квадратный километр. Расовый состав Дженнетта по данным переписи распределился следующим образом: 12,10 % белых, 87,90 % — чёрных или афроамериканцев.
Из 46 домашних хозяйств в 23,9 % — воспитывали детей в возрасте до 18 лет, 43,5 % представляли собой совместно проживающие супружеские пары, в 19,6 % семей женщины проживали без мужей, 32,6 % не имели семей. 30,4 % от общего числа семей на момент переписи жили самостоятельно, при этом 10,9 % составили одинокие пожилые люди в возрасте 65 лет и старше. Средний размер домашнего хозяйства составил 2,70 человек, а средний размер семьи — 3,29 человек.
Население города по возрастному диапазону по данным переписи 2000 года распределилось следующим образом: 29,0 % — жители младше 18 лет, 6,5 % — между 18 и 24 годами, 22,6 % — от 25 до 44 лет, 32,3 % — от 45 до 64 лет и 9,7 % — в возрасте 65 лет и старше. Средний возраст жителей составил 39 лет. На каждые 100 женщин в Дженнетте приходилось 93,8 мужчин, при этом на каждые сто женщин 18 лет и старше приходилось 76,0 мужчин также старше 18 лет.
Средний доход на одно домашнее хозяйство в городе составил 22 500 долларов США, а средний доход на одну семью — 23 750 долларов. При этом мужчины имели средний доход в 27 083 доллара США в год против 21 250 долларов среднегодового дохода у женщин. Доход на душу населения в городе составил 7571 доллар в год. Все семьи Дженнетт имели доход, превышающий уровень бедности, 45,3 % от всей численности населения находилось на момент переписи населения за чертой бедности, при этом 71,9 % из них были моложе 18 лет и 28,6 % — в возрасте 65 лет и старше.